# Praephostria
Praephostria là một chi bướm đêm thuộc họ Crambidae.

## Các loài
- Praephostria flavalis Amsel, 1956
- Praephostria sylleptalis Amsel, 1956